# Castro Marim (freguesia)
Castro Marim is een plaats (freguesia) in de Portugese gemeente Castro Marim en telt 3267 inwoners (2011). Castro Marim ligt aan de vallei van de Guadiana rivier. Vanuit de stad heeft men zicht op de aan de overkant gelegen Spaanse stad Ayamonte. Castro Marim bestond al ten tijde van de Romeinse overheersing. Aan de noordkant bevinden zich de resten van een 12e-eeuws kasteel vanwaar men uitzicht heeft over de kleine stad, de rivier en de brug tussen Spanje en Portugal. Op de heuvels aan de zuidkant vindt men de overblijfselen van het 17e-eeuwse 'Forte de São Sebastião'. 
Midden in het stadje is een klein museum met landbouwgereedschappen, wapens en handkunstwerken.

## Fotogalerij

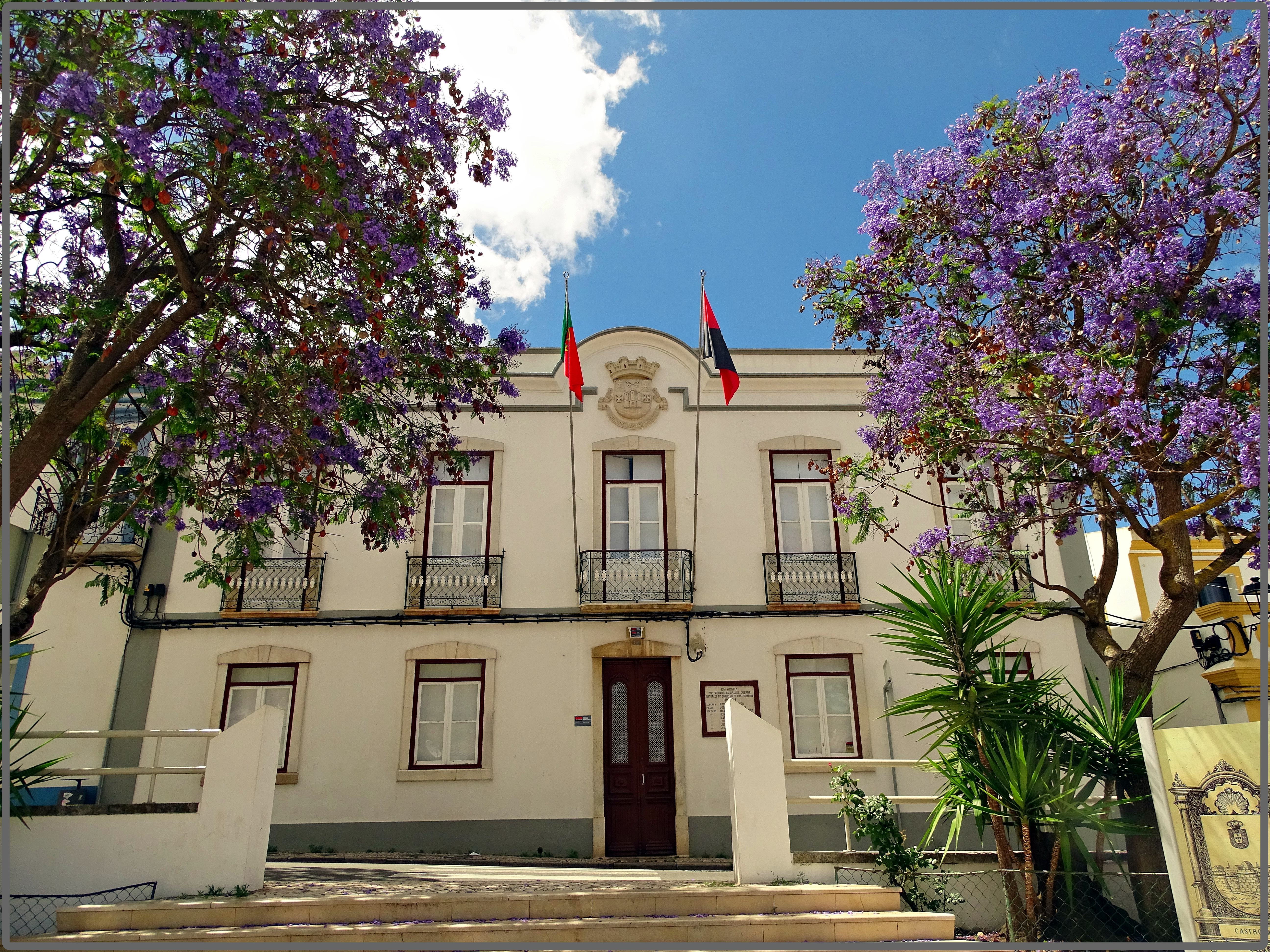
Gemeentehuis (Câmara Municipal)
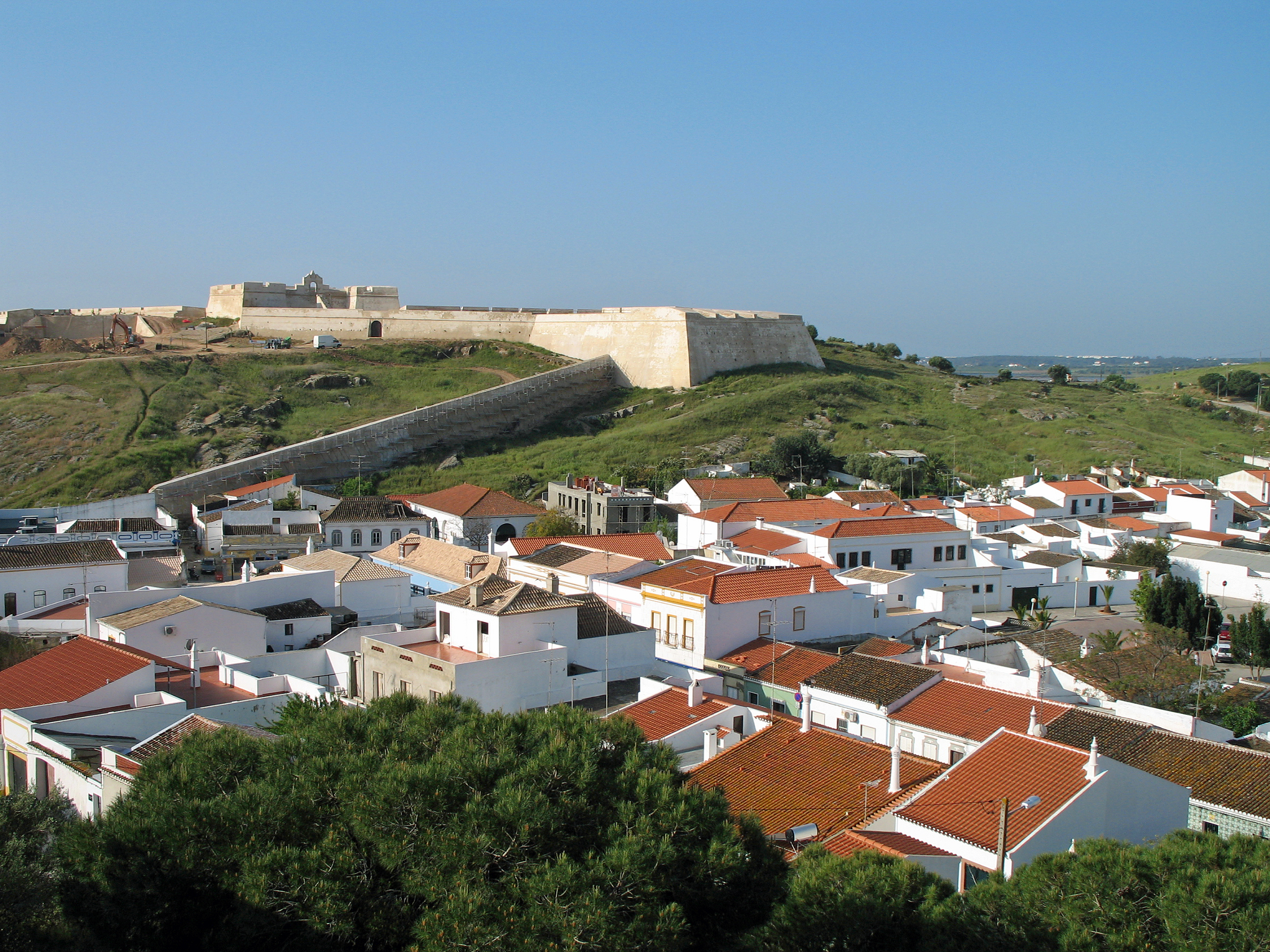
Panorama, met op de achtergrond het Forte de São Sebastião
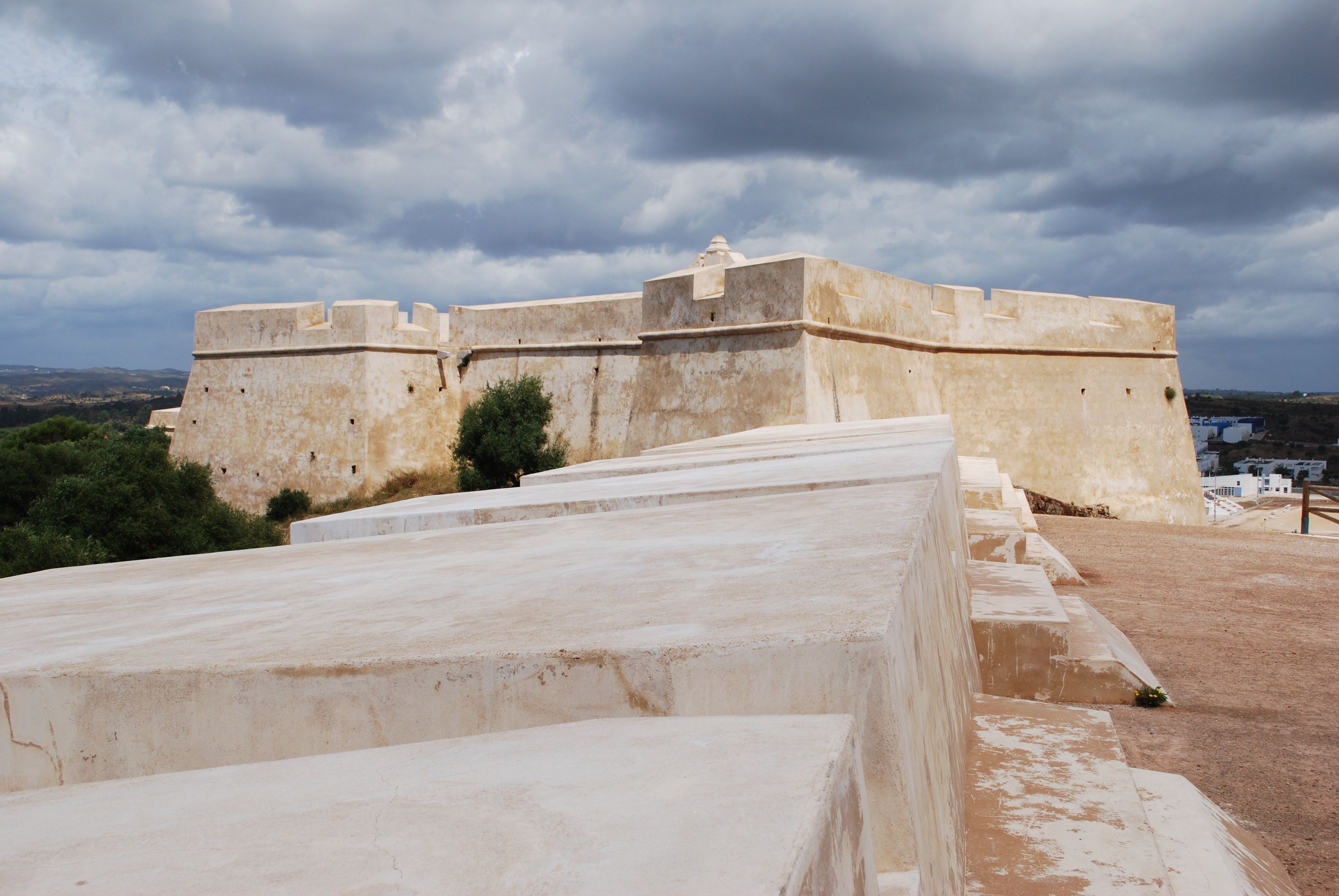
Forte de São Sebastião
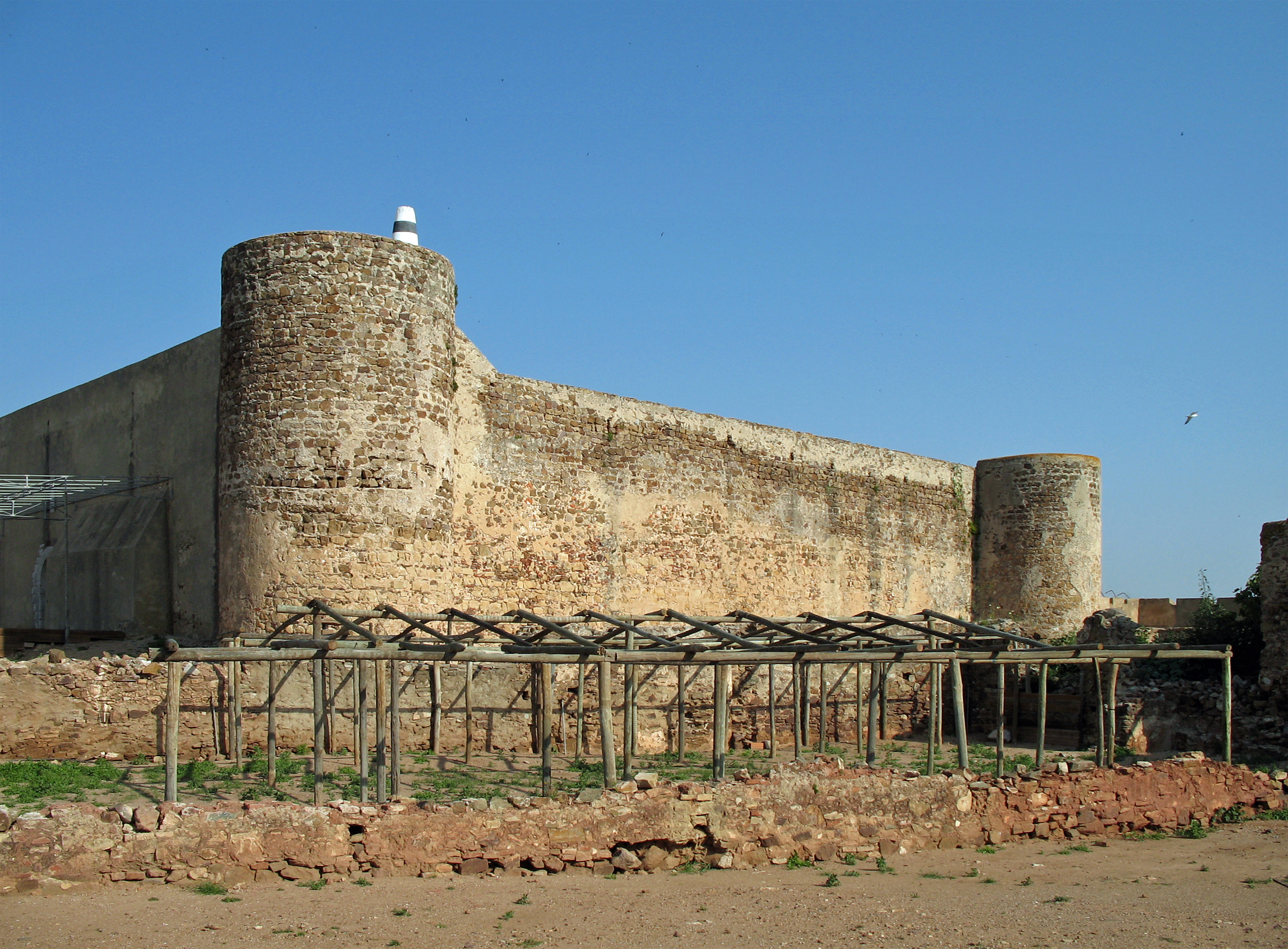
Het middeleeuwse kasteel (Castelo)
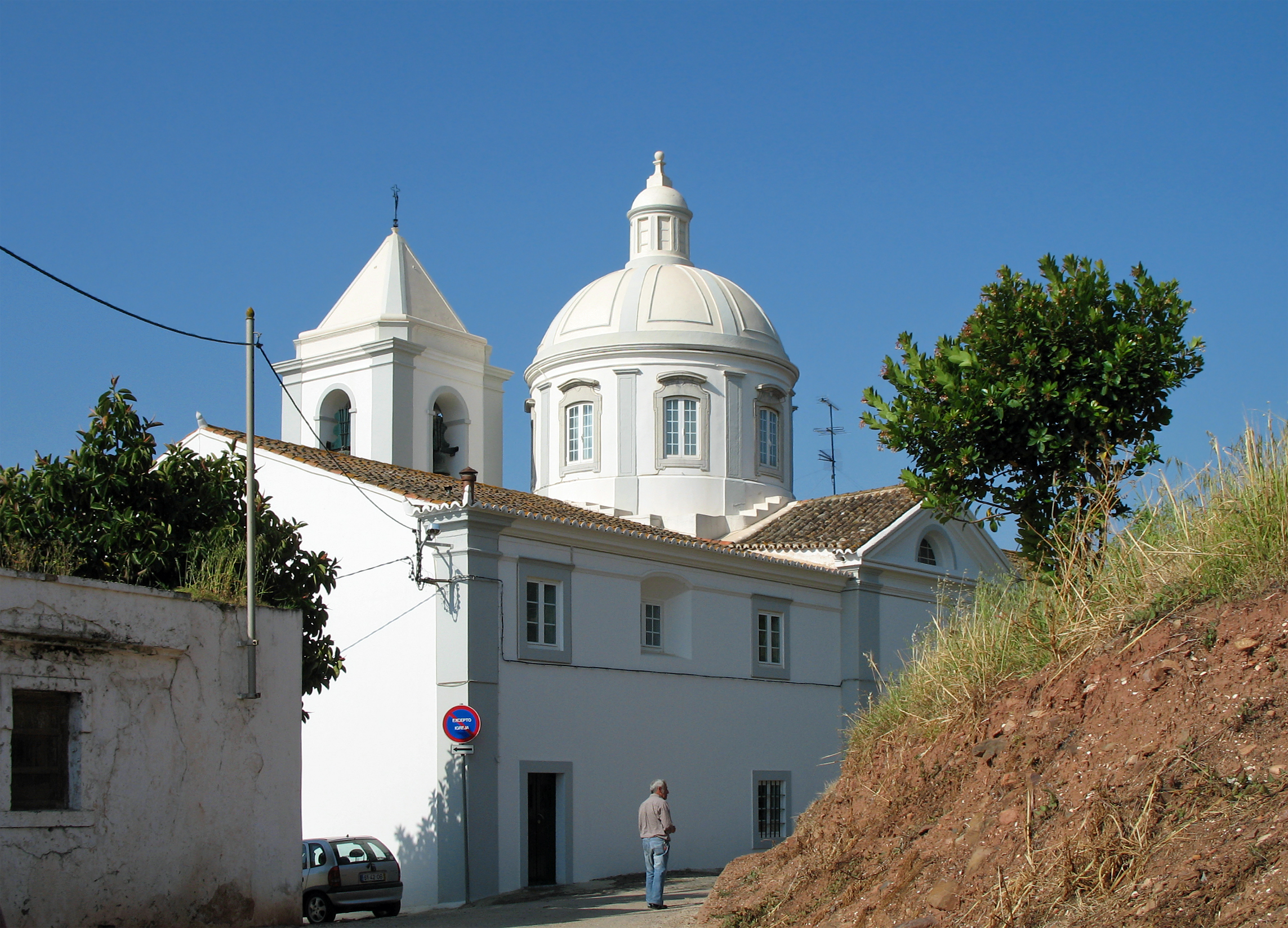
De hoofdkerk (Igreja Matriz)
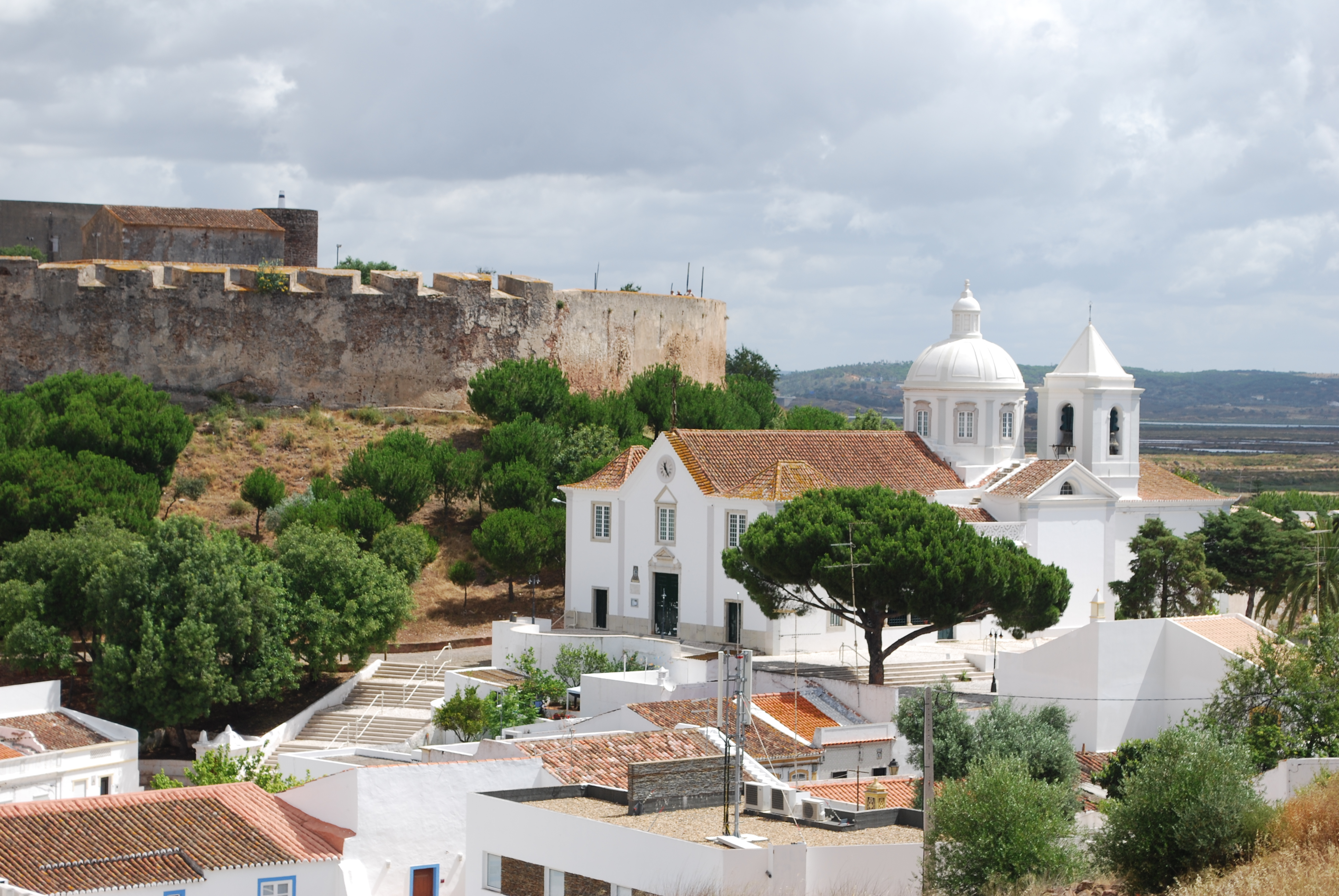
Muur van het Castelo (links) en hoofdkerk (rechts)
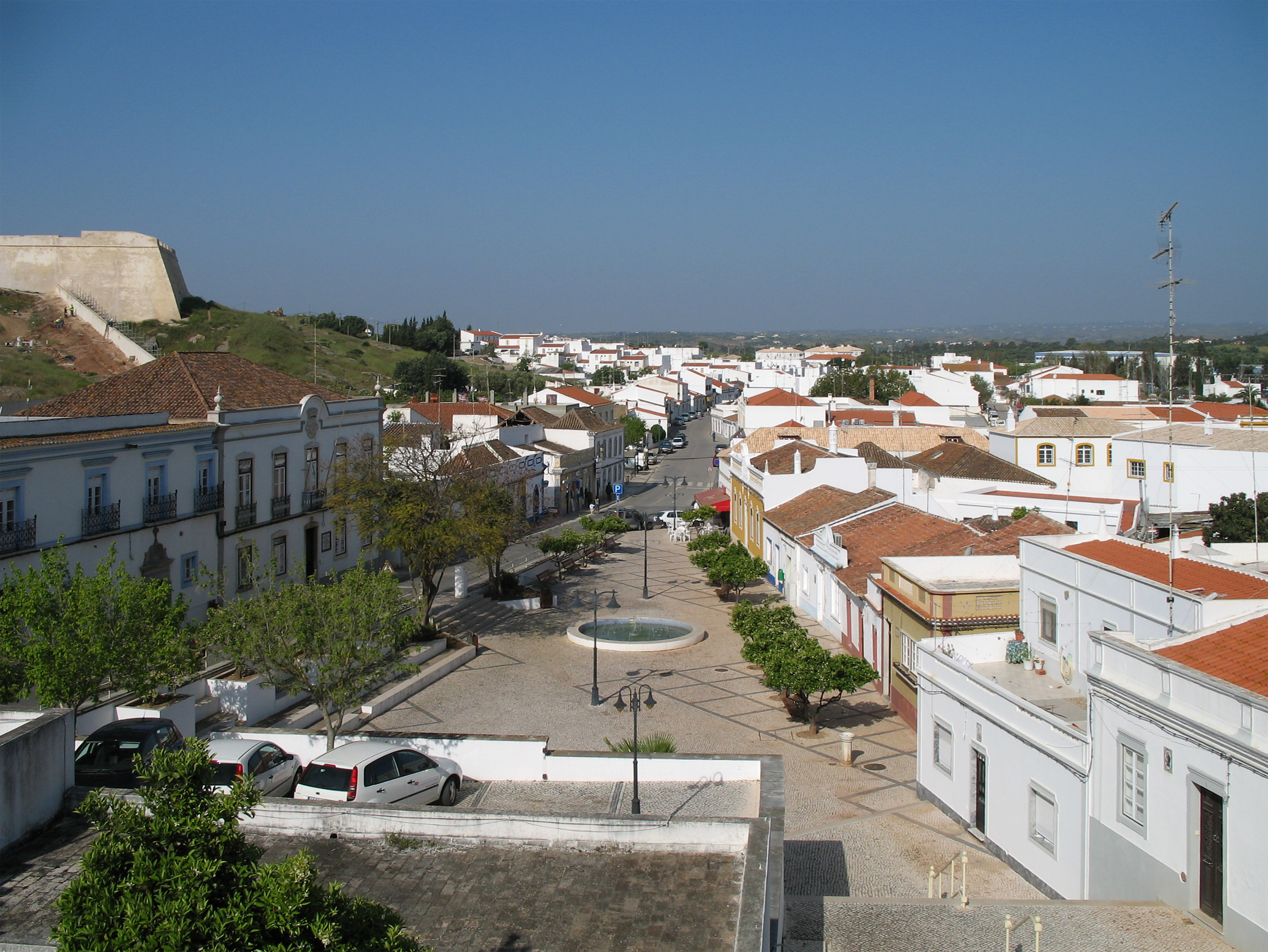
Pleintje voor het gemeentehuis
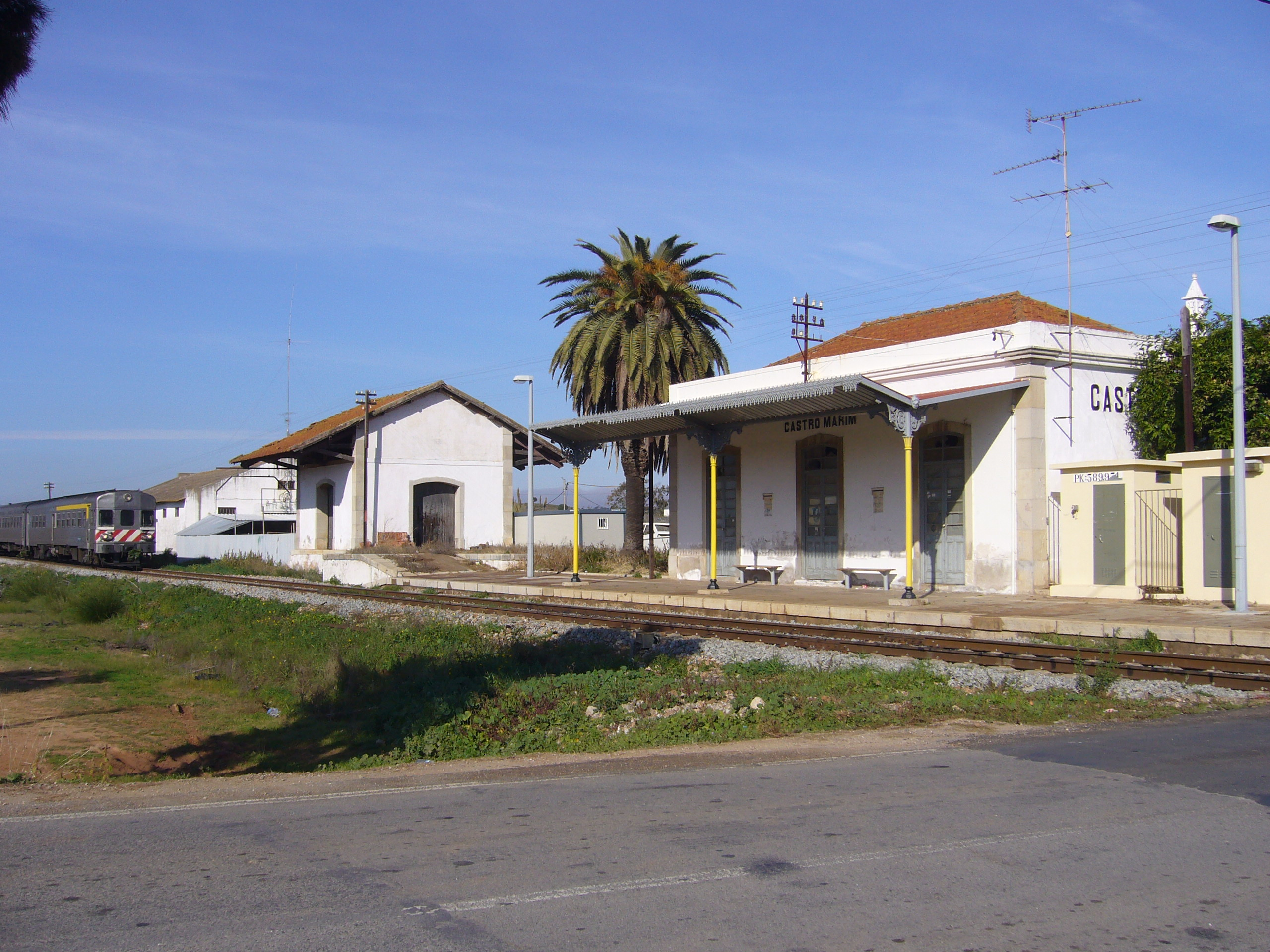
Treinstation
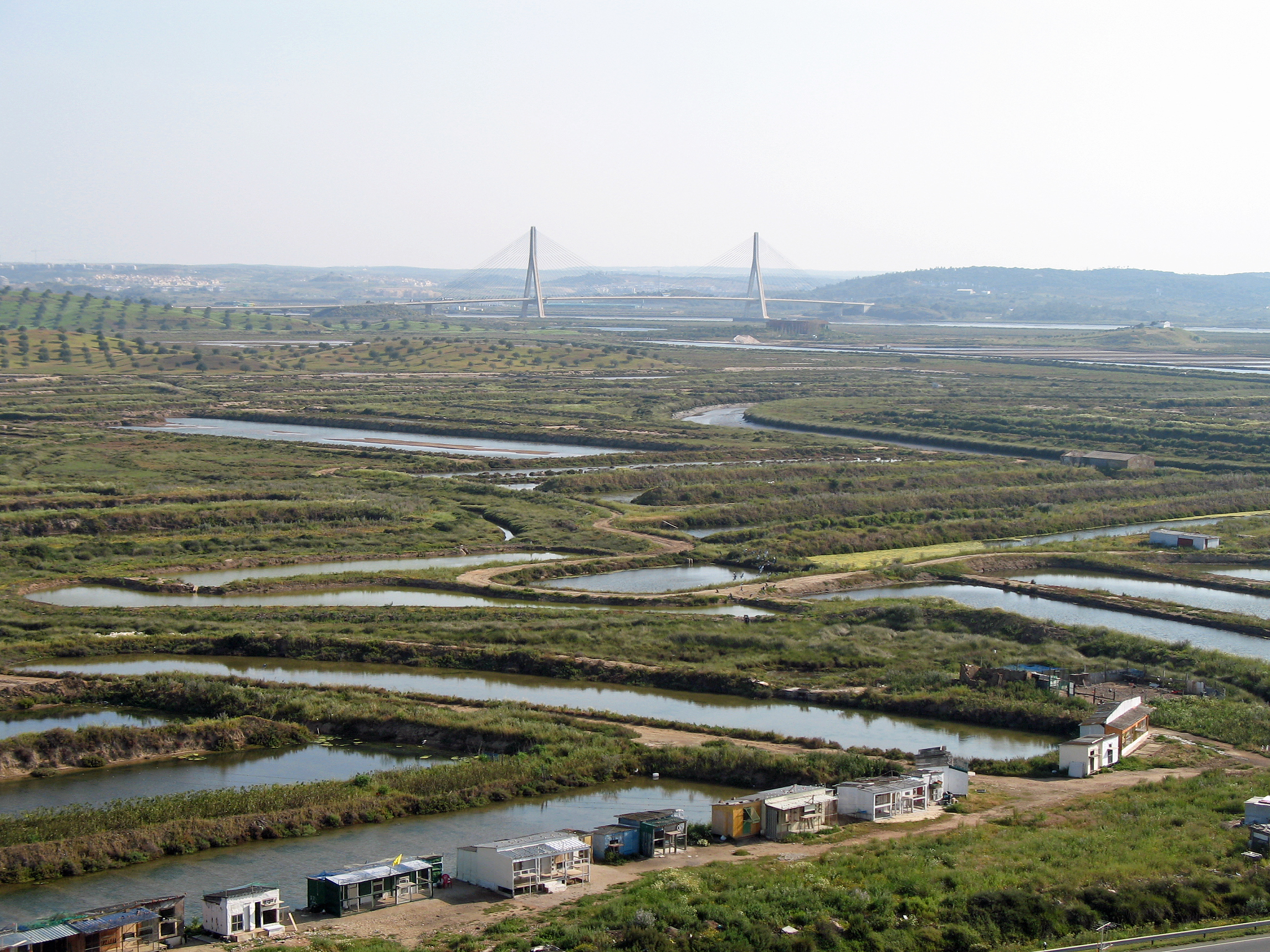
Zoutpannen buiten Castro Marim en (in de verte) de internationale brug over de Guadiana rivier